# 산악 아르메니아 공화국
산악 아르메니아 공화국(아르메니아어: Լեռնահայաստանի Հանրապետութիւն 레르나하야스타니 한라페투티윤), 약칭 산악 아르메니아(아르메니아어: Լեռնահայաստան 레르나하야스탄)는 1921년 2월부터 1921년 7월까지 아르메니아에 존재했던 국가이다.
제1차 세계 대전의 종전과 함께 체결된 세브르 조약에 따라 아르메니아는 독립 국가가 되었다. 한편 러시아 소비에트 연방 사회주의 공화국과 튀르크 국민 운동은 아르메니아를 포함한 캅카스 정세를 논의했다. 볼셰비키는 튀르크 국민 운동과 함께 서방의 침략, 서방 제국주의에 반대하는 성명을 발표하는 한편 터키 민족주의 진영에 금과 무기를 제공했다.
1920년 11월 29일에 아르메니아 제1공화국을 침공한 볼셰비키는 12월 2일 아르메니아 지도부에 최후통첩을 내리면서 공산주의 세력에 권력을 이양했다. 볼셰비키 정부는 나고르노카라바흐, 슈니크 주를 아제르바이잔 소비에트 사회주의 공화국에 양도할 것을 제안했지만 가레긴 느주데흐는 이를 거부했다.
1921년 1월에는 드라스타마트 카나얀이 가레긴 느주데흐에게 볼셰비키 정부의 성명을 지지하라는 전보를 보냈지만 느주데흐는 이를 거부했다. 느주데흐는 볼셰비키, 아제르바이잔 소비에트 사회주의 공화국에 맞설 수 있는 조직이 필요하다고 판단했다.
1921년 2월에는 아르메니아 혁명 연맹이 반소비에트 봉기인 2월 봉기를 일으켰다. 아르메니아 혁명 연맹은 예레반과 인근 지역을 장악했지만 42일 만에 붉은 군대에 진압되고 만다. 1941년 4월 26일에는 아르메니아 민족주의 조직인 제2차 범(汎)장게주르 회의가 타테브 수도원에서 열린 회의에서 산악 아르메니아 공화국의 독립을 선언했으며 1921년 6월 1일에는 아르메니아 공화국으로 국호를 변경했다.
1921년 4월부터 1921년 7월 사이에 붉은 군대가 슈니크 주 북부, 동부에서 대규모 군사 작전을 벌였다. 1921년 7월 13일을 기해 산악 아르메니아 공화국은 소멸되고 만다. 한편 느주데흐와 그를 따르는 병사들, 아르메니아의 유명한 지식인들은 이란 타브리즈로 피신했다.

## 사진

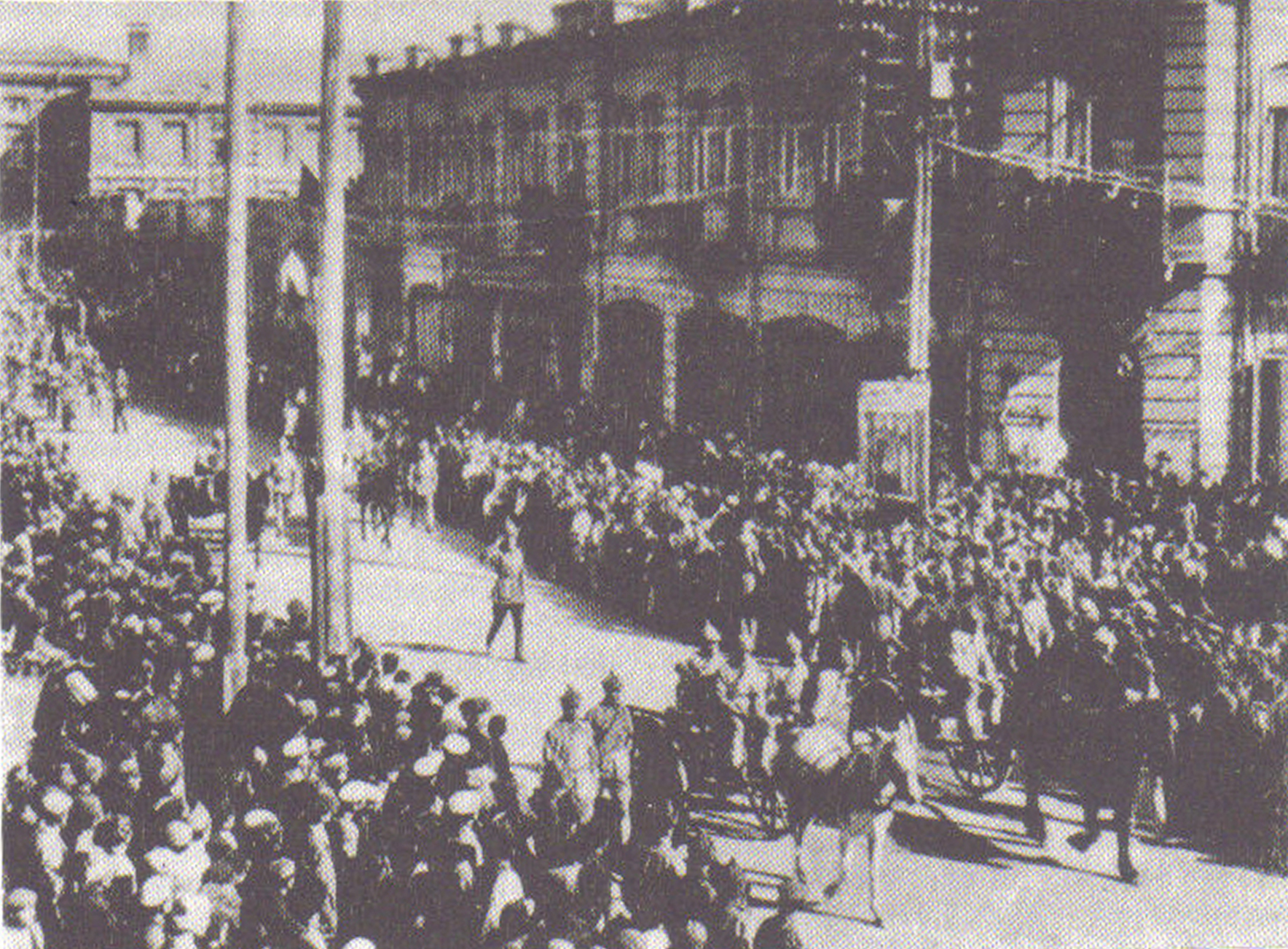
1920년 예레반에 입성하고 있는 붉은 군대
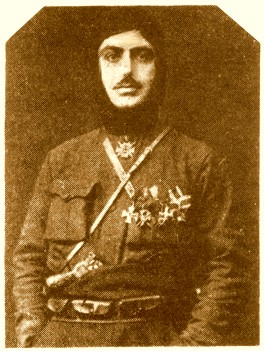
가레긴 느주데흐 사령관